# 텃밭

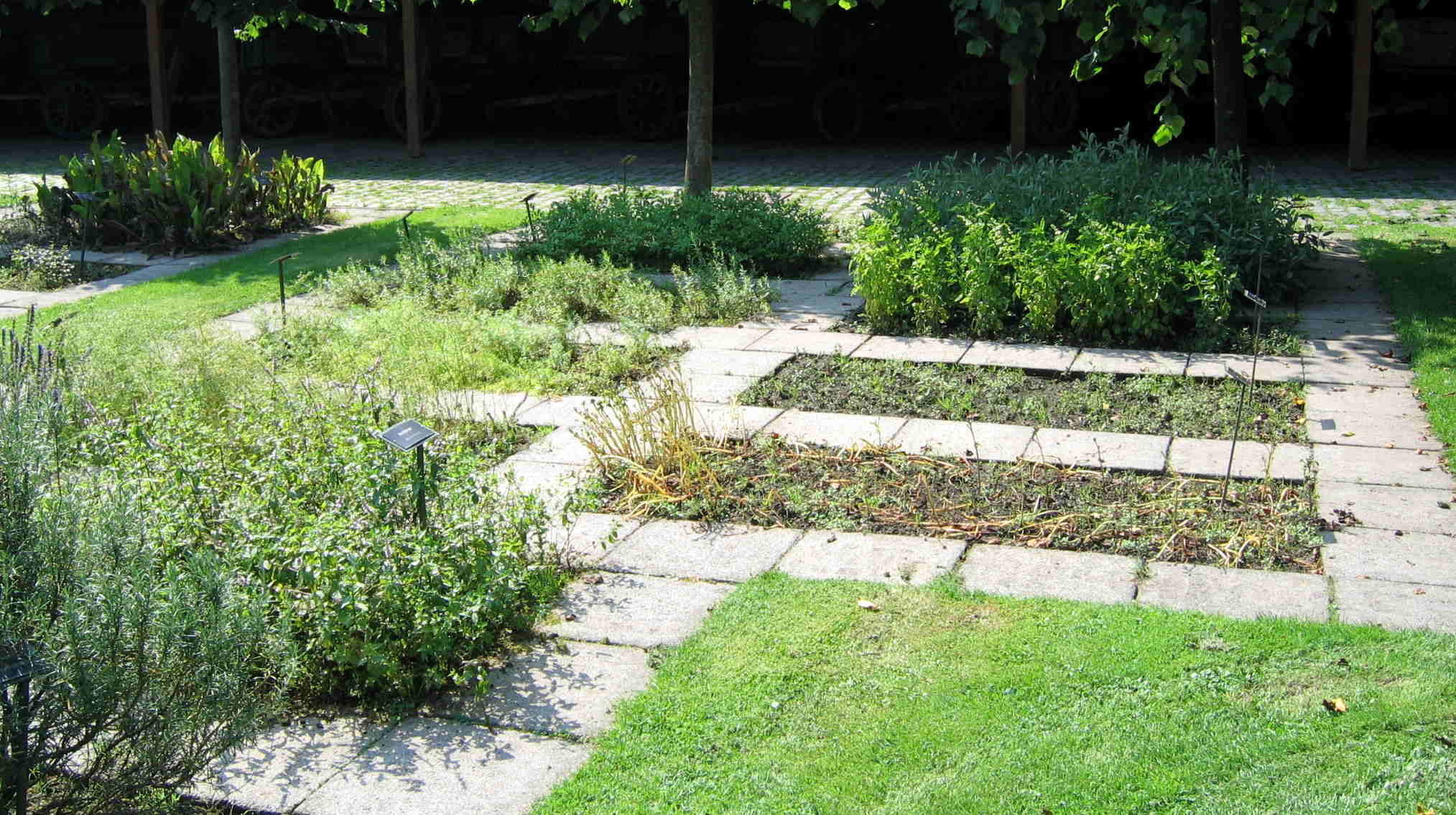
벨기에 베르넴(Beernem)의 허브 정원

텃밭, 채마밭, 채원, 자급채소밭, 가정채원, 키친 가든(kitchen garden)은 나머지 주거용 정원(관상용 식물 및 잔디밭)과 분리된 공간이다. 특히 역사적으로 식용 식물과 일부 약용 식물을 재배하는 데 사용되었다. 식물은 가정용으로 재배된다. 일부 계절적 잉여물은 기부되거나 판매되지만 다양한 야채를 재배하는 상업적 운영은 일반적으로 시장 정원(농장)이라고 불린다. 텃밭은 역사뿐 아니라 기능적인 디자인도 다르다. 텃밭이 주거지에 붙어 있거나 매우 가까운 사유지에 있다는 점에서 시민농장과 다르다. 텃밭은 요리사가 빠르게 접근할 수 있는 것이 필수로 여겨진다.
역사적으로 대부분의 작은 시골 정원은 주로 또는 전체적으로 텃밭으로 사용되었을 것으로 추정한다. 그러나 큰 시골집에서 텃밭은 일반적으로 바람으로부터의 피난처를 제공하는 것 외에도 직사각형이고 벽이나 울타리로 둘러싸인 분리된 공간이었다. 이러한 큰 예로는 더 부드러운 진미를 위한 온실과 화로로 가열된 온실, 그리고 집에 전시할 꽃도 포함되는 경우가 많다. 오렌지 농장이 최고의 유형이었다. 대형 주택의 경우 텃밭은 일반적으로 집의 후면과 측면에 대각선으로 배치되어 전면 및 후면 정면의 전망을 방해하지 않지만 여전히 접근이 빠르다. 어떤 경우에는 꽃밭이 아닌 야외에서 절단용으로 튼튼한 꽃을 재배하기도 했다. 큰 시골집에서는 야채, 허브, 과일을 살 것이 거의 예상되지 않았고 잉여분은 종종 선물로 분배되었다. 영국 크룸코트(Croome Court)의 벽으로 둘러싸인 예는 7에이커에 달하며 정원에는 로마 신전 형태의 오렌지 농장인 대형 "템플 그린하우스"(Temple Greenhouse)가 있다.
미국의 자급자족과 식민지 농가의 상징인 실용적인 텃밭은 초기 미국 가정 생활의 중심이었다. 유럽, 특히 영국에서는 제2차 세계 대전 중 식량 공급의 어려움으로 인해 정부 식품부의 많은 격려에 힘입어 일시적이기는 하지만 작은 정원에서 야채를 재배하는 일이 엄청나게 급증했다. 현대 정원 가꾸기에서는 주로 관상용 정원 내에서 식용 식물 재배를 통합하는 데 관심이 있었다. 과일나무와 요리용 허브는 이를 표현하는 가장 단순하고 대중적인 표현이다.

## 같이 보기
- 생계농업